# Jale Baysal
Jale Baysal (Caiseri, 1926 — Istambul, 11 de agosto de 2009) foi uma escritora e académica turca, uma das fundadoras do curso de biblioteconomia na Turquia. Ela fez sua educação primária e secundária em sua cidade natal, Caiseri.
Prof. Dra. Baysal foi presidenta do Departamento de Biblioteconomia da Universidade de Istambul, universidade na qual estudou e se formou no Departamento de Língua e Literatura Turca. Jale Baysal foi uma das cinco fundadoras da Biblioteca e Centro de Informação da Mulher em Istambul, em 1990.
Ela foi casada, entre 1950 e 1968, com o escritor turco Tarık Buğra, com quem teve uma filha, Ayşe Buğra, economista e escritora.